# 중국청년보
《중국청년보》(中國靑年報)는 중화인민공화국의 신문이다.

## 설명
중국청년보는 소학교와 중학교를 다니는 청소년과 대학생을 독자로 하는 신문으로 1951년에 창간되었다.
이 신문은 중국의 청년들과 청소년들이 가입하는 《공청》(중국공산주의청년당)에서 발행하는 신문이다.
한편, 대한민국에서 방송된 사극 《대장금》에 대해서 특집기사를 편집하였다. 젊은이의 입맛에 맞게 발행하기 때문에 성향은 진보적이다.